# Тернер, Трей (игрок в американский футбол)
Трей Дензелл Тернер (англ. Trai Denzell Turner; 14 июня 1993, Новый Орлеан, Луизиана) — профессиональный американский футболист, выступающий на позиции гарда в клубе НФЛ «Нью-Орлеан Сэйнтс». Пятикратный участник Пробоула. Участник Супербоула 50 в составе «Каролины Пэнтерс». На студенческом уровне играл за команду университета штата Луизиана. На драфте НФЛ 2014 года был выбран в третьем раунде.

## Биография
Трей Тернер родился 14 июня 1993 года в Новом Орлеане. Окончил католическую старшую школу Сент-Огастин, играл линейным нападения в составе её футбольной команды. На момент выпуска занимал четырнадцатое место в рейтинге лучших молодых игроков Луизианы по версии скаутингового сервиса Rivals. В 2011 году поступил в университет штата Луизиана.

### Любительская карьера
Первый сезон в составе университетской команды Тернер провёл в статусе освобождённого игрока, не принимая участия в официальных матчах. В 2012 году он дебютировал в футбольном турнире NCAA, принял участие в двенадцати играх. В семи из них он выходил в стартовом составе команды, заменяя травмированного правого гарда Джоша Уиллифорда. Всего Тернер провёл на поле 559 розыгрышей.
В 2013 году он закрепился в стартовом составе и сыграл во всех тринадцати матчах сезона. Тернер провёл 857 снэпов, внеся значительный вклад в выносную игру команды, установившей рекорд по количеству тачдаунов. Раннинбек «Тайгерс» Джереми Хилл за сезон набрал 1400 выносных ярдов. По итогам года Тернер был включён в состав второй сборной звёзд конференции SEC по версии Associated Press.

### Профессиональная карьера
В феврале 2014 года Тернер хорошо проявил себя на съезде скаутов клубов НФЛ, повысив свои оценки перед драфтом. Аналитик издания Bleacher Report Алекс Данлап прогнозировал ему выбор в третьем или четвёртом раунде, выделяя скорость игрока, опыт игры против соперников высокого уровня, атлетизм, позволяющий действовать в различных схемах, технику работы рук. К недостаткам Тернера Данлап относил относительно небольшой рост и короткие руки, необходимость развивать понимание игры, плохую работу ног.

#### Каролина Пэнтерс
На драфте Тернер был выбран «Каролиной» в третьем раунде. В июне 2014 года он подписал с клубом контракт. В дебютном сезоне в НФЛ он принял участие в тринадцати играх, девять из которых начал в основном составе команды. В 2015 году Тернер закрепился в роли стартового правого гарда и сыграл во всех шестнадцати матчах регулярного чемпионата. По итогам года он был выбран в число участников Пробоула, но участия в игре не принимал, так как «Пэнтерс» вышли в Супербоул 50.
В 2016 году он провёл в стартовом составе команды все шестнадцать игр чемпионата. Второй раз подряд Тернера выбрали в число участников Пробоула. В июле 2017 года клуб продлил с ним контракт ещё на четыре года, сумма соглашения составила 45 млн долларов, в том числе 20,5 млн гарантированных выплат. В чемпионате 2017 года он сыграл за «Каролину» в тринадцати матчах, пропустив три последних игры из-за травмы. Несмотря на это, Тернер в третий раз подряд вошёл в состав участников Пробоула, где заменил перенёсшего операцию игрока «Далласа» Зака Мартина.
В регулярном чемпионате 2018 года Тернер сыграл тринадцать матчей, пропустив три из-за сотрясения мозга. По ходу сезона в его игре отмечался спад, он был эффективен в выносном нападении, но ниже своего уровня действовал в пасовых розыгрышах. Издание Pro Football Focus поставило ему за сезон только 64,5 балла, но Тернер в четвёртый раз подряд был выбран для участия в Пробоуле. В 2019 году, ставшем для него последним в составе «Пэнтерс», он провёл тринадцать игр и в пятый раз подряд попал в Пробоул. В марте 2020 года клуб обменял его в «Лос-Анджелес Чарджерс» на Расселла Окунга.

#### Дальнейшая карьера
В составе «Чарджерс» Тернер в 2020 году сыграл только девять матчей, пропустив почти половину сезона из-за травмы паха. В последующее межсезонье клуб попытался обменять не оправдавшего надежд игрока, а затем отчислил его, освободив 11,5 млн долларов под потолком зарплат. В июне 2021 года он подписал однолетний контракт на 3 млн долларов с «Питтсбургом», заменив в команде ушедшего гарда Дэвида Декастро. По ходу сезона Тернер был одним из основных игроков «Стилерз», сыграв во всех семнадцати матчах регулярного чемпионата и одном матче плей-офф. После завершения сезона он получил статус свободного агента.
В мае 2022 года Тернер подписал однолетний контракт на 3 млн долларов с «Вашингтоном», который тренировал знакомый с ним по работе в «Пэнтерс» Рон Ривера. В сезоне 2022 года он провёл за клуб шестнадцать игр, двенадцать из них как игрок стартового состава. В июле 2023 года он в статусе свободного агента заключил годичное соглашение с клубом «Нью-Орлеан Сэйнтс». Через несколько дней после начала работы с командой Тернер на тренировке получил разрыв четырёхглавой мышцы бедра и выбыл из строя до конца сезона.